# フランク・レッサー

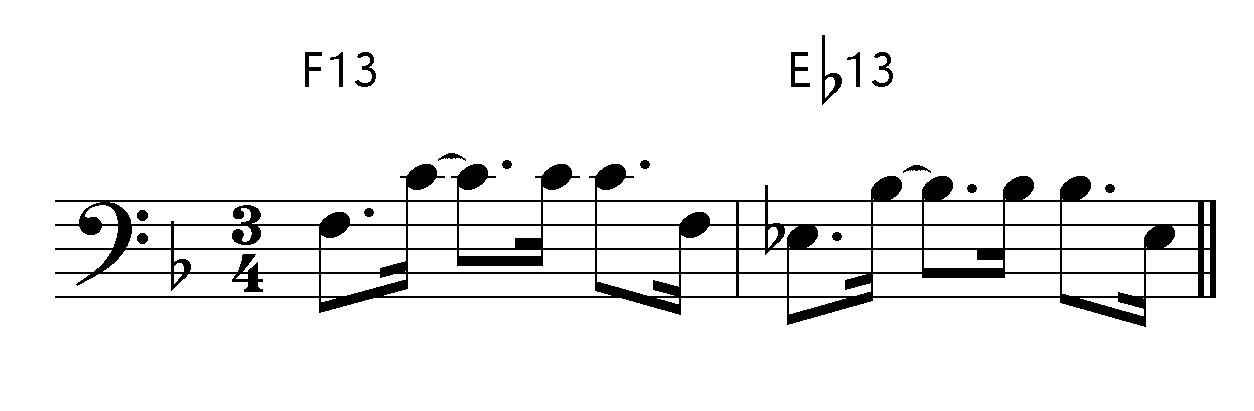
ジョン・コルトレーン・バージョンの「インチ・ワーム」のベースライン

フランク・レッサー（Frank Loesser、[ˈlɛsər]; 1910年6月29日 - 1969年7月28日）は、アメリカ人のソングライター。
ブロードウェイのヒット作で、トニー賞を受賞した『ガイズ&ドールズ』と『ハウ・トゥー・サクシード』（ピューリッツァー賞も受賞）などの作詞作曲を担当した。
映画やミュージカルなどに無数の曲を書き、その多くがスタンダードとなり、アカデミー賞最優秀主題歌賞に5回ノミネートされ、「外は寒いよ」で1回受賞した。

## 生い立ち
ピアニストの父ヘンリーのもとニューヨークで生を受け、マンハッタン西107番通りの家で育つ。
父はプロイセン王国の兵役をのがれて渡米、親族の銀行につとめた。ベルゼ・エーリッヒと結婚し、1884年に長男アーサーが誕生。1888年に妻の妹ジュリアがアメリカにやってくる。ヘンリーは一目ぼれ。ジュリアもヘンリーを愛したが、ベルゼがジュリアをワシントンD.C.においはらう。ベルゼが産褥で亡くなったあとの1907年、ジュリアがもどってきてヘンリーと結婚。長女グレースは同年11月に生まれた。そして1910年にフランクが誕生。
両親は高い知性と教養があり、レッサーはヨーロッパの作曲家の音楽を学んだ。父と兄からピアノを習うが、上流気どりの音楽が好きになれず、曲を書いてハーモニカにハマってからは突っぱねるようになった。高校から放り出されニューヨーク市立大学に通うも、1925年に英語と体育以外のすべての単位を落とし、大学からも放校された。
1926年（16歳）に父が死に、家族を養うため働きに出た。レストラン調査員や行政執行官（裁判所の令状を被告に届ける職業）、新聞の広告取り、政治マンガ描き、ボードヴィルのスケッチライター、「日刊女性服」新聞の編み物担当、弱小映画会社の広報、短命におわった地域新聞（区民便り）の編集員などを経験した。

## 音楽の仕事
ティン・パン・アレーで仕事をすべく、複数の音楽出版社と契約。最初のクレジットとされるのは1931年の「In Love with the Memory of You」の作詞で、作曲はウィリアム・シューマンだった。1934年に「Junk Man」と「I Wish I Were Twins」がヒット。作曲はどちらもジョセフ・マイヤーで、後者はエディ・デランジュとともに詞を書いたものだった。しかし、評判は高まらず、後年のレッサーはこの2曲に触れなかった。
1930年代半ばには、作曲家アーヴィング・アクトマンの伴奏でナイトクラブにて歌っていた。この時期、レオ・ファイスト社のスタッフとしてジョセフ・ブランドフォンの曲に詞をつけて週給100ドルを稼いでいた。1年後、出版人や演奏家からの評価が高まってきたころに解雇された。1936年に相方アーヴィング・アクトマンと共作したブロードウェイのレヴュー『The Illustrator's Show』は大コケとなり、4日間で打ち切られた。同作に出演していた女優リン・ガーランドと1936年に結婚した。ユニバーサル映画との半年の契約が終わると妻と共にハリウッドに転居した。続いてパラマウント映画と半年契約。
パラマウントでの最初の曲は1937年の「Moon of Manakoora」（作曲：アルフレッド・ニューマン、歌：ドロシー・ラムーア）で、映画『ハリケーン』に使われた。
この時期、数多くの作曲をしており、「Two Sleepy People」、「Heart and Soul」、後にエラ・フィッツジェラルドが歌った「I Hear Music」などを書いている。また、ニューマン、アーサー・シュワルツ、バートン・レイン、ホーギー・カーマイケル、フレデリック・ホランダー、ジョセフ・J・リリーらとも共作していた。
映画『砂塵』（1939年）からは「See What the Boys in the Back Room Will Have」（ホランダー作曲、マレーネ・ディートリヒ歌唱）が生まれた。
「I Don't Want to Walk Without You」（作曲:ジューリー・スタイン）は1941年に出版され、1942年映画『セーター・ガール』でベティ・ジェーン・ローズが歌った。アーヴィング・バーリンは同曲に夢中になり、「これこそ僕がずっと書きたかった最も偉大な曲だ!」とレッサーに告げた。
第二次世界大戦が始まるまでハリウッドに滞在したのち、空軍に入隊した。

## 第二次世界大戦時代
戦時期も映画とシングル用に歌詞を書き続けた。1942年には、人気軍歌「Praise the Lord and Pass the Ammunition」を書いた。また、軍隊からの要請で「What Do You Do in the Infantry?」や「ロジャー・ヤングのバラード」（The Ballad of Rodger Young、1943年）などを書いている。1943年の映画『Thank Your Lucky Stars』には、「They're Either Too Young or Too Old」を提供した。

## ブロードウェイと後の映画でのキャリア
1949年の映画『水着の女王』から「外は寒いよ」が大ヒットになる。レッサーが曲を書き、ブロードウェイで1248回以上上演される大当たりとなったミュージカル『ガイズ&ドールズ』（1950年）を映画化した『野郎どもと女たち』は1955年に劇場公開された。マーロン・ブランド、ジーン・シモンズ、フランク・シナトラが出演した。
1950年,自身の音楽出版社フランク・ミュージック・コーポレーションを設立。リチャード・アドラー、ジェリー・ロス、ビートルズが歌った「ティル・ゼア・ウォズ・ユー」で有名なメレディス・ウィルソンなどが同社から育った。1952年の映画『アンデルセン物語』で初めて複数の曲が使われ、「Wonderful Copenhagen」「Anywhere I Wander」「Thumbelina」、後にポール・マッカートニーなどがカバーした「Inchworm」といったヒット曲が出た。

## 私生活
リン・ガーランドと1957年に結婚したが、21年後に離婚した。ジョンとスーザンという2人の子供がおり、後者は父親の伝記『A Most Remarkable Fella: Frank Loesser and the Guys and Dolls in His Life: A Portrait by His Daughter』 (1993年）を書いた。
ジョー・サリバンと1959年に再婚。レッサーにサリバンを紹介したのは最初の妻リンだった。ハンナとエミリーという2人の子をなした。

## 死
ヘビースモーカーだったレッサーは、1969年にニューヨークで肺がんにより亡くなった。59歳没。

## 没後
2006年、PBS社のドキュメンタリー『en:Heart & Soul: The Life and Music of Frank Loesser』が発売された。

## 代表曲
700曲以上書いた。

### 軍歌
- "Praise the Lord and Pass the Ammunition" (1942年)
- 「ロジャー・ヤングのバラード」 - "The Ballad of Rodger Young" (1943年)

### ミュージカル曲
- "Once in Love With Amy"
- "A Bushel and a Peck",
- "Fugue for Tinhorns",
- "If I Were A Bell" (マイルス・デイヴィスが「マラソン・セッション」で演奏した）
- "Luck Be a Lady Tonight",
- "Sit Down, You're Rockin' the Boat"
- "I'll Know"
- "Standing on the Corner"
- "en:Never Will I Marry"
- "I Believe In You"と"The Brotherhood of Man"

### 映画・ラジオなど
- 『ベイビー、イッツ・コールド・アウトサイド』("Baby, It's Cold Outside")…MGM映画『水着の女王』 (1949年)から。
- 『Heart and Soul』…パラマウントの短編A Song is Bornから
- 『I Don't Want to Walk Without You』…パラマウント映画『セーター・ガール (映画)（英語版）』(1942年)から
- 『Can't Get Out of This Mood』…RKOラジオの映画"7 Day's Leave" (1942年)から
- 『Let's Get Lost』…映画Happy Go Lucky (1943年)から。1988年のチェット・ベイカーのドキュメンタリー映画のタイトルになった。
- 『I Wish I Didn't Love You So』 (1947年)…映画『ポーリンの冒険（英語版）』から
- 『On a Slow Boat to China』 (1948)…映画『ザ・マスター』のラストシーンあたりでフィリップ・シーモア・ホフマンが歌った。また、村上春樹の最初の短編集『中国行きのスロウ・ボート』の題名の元となった。
- 『Spring Will Be a Little Late This Year』…ユニバーサル映画クリスマスの休暇（英語版）から (1944年)
- "Inch Worm", "Thumbelina"、"Wonderful Copenhagen"…サミュエル・ゴールドウィン映画『アンデルセン物語』 (1952年)から
- 『Two Sleepy People』 (ホーギー・カーマイケル作曲)：パラマウント映画"Thanks for the Memory" (1938年)から。ルイ・アームストロングも歌った。
- 『What Are You Doing New Year's Eve?』(1947年作品)

### その他
- もう望めない "More I can not wish you"：のちにシンガーズ・アンリミテッドがカバー。

## 参照
1. ↑  “inogolo - Pronunciation of Loesser”. 2012年6月16日閲覧。 “LEH-sur”
2. 1 2 3 4  Frank Loesser biography, pbs.org, accessed December 5, 2008
3. 1 2 3 4 5 6 7 8 9 10 11  Cogdill 2010, p. 1
4. 1 2 3  Lasser, Michael (2002). "Francis Henry Loesser" American Song Lyricists, 1920-1960. Gale. ISBN 978-0-7876-6009-3
5. 1 2 3 4 5 6  Maiers 2009, pp. 1–3
6. ↑  Vallance, Tom (2012年1月30日). “Betty Jane Rhodes: Actress and singer who charmed the US as a wartime sweetheart”. The Independent 2012年1月30日閲覧。
7. ↑  PBS History Detectives; "Blueprint Special", 2008, show transcript, PDF pbs.org
8. ↑  Loesser, Susan (1993). A Most Remarkable Fella: Frank Loesser and the Guys and Dolls in His Life; A Portrait by His Daughter. Hal Leonard. pp. 79–81. ISBN 1-55611-364-1
9. ↑  Loesser biography, mtishows.com, accessed August 4, 2009
10. ↑  Frank Loesser biography tcm.com, accessed December 5, 2008
11. ↑  "Emily Loesser, Actress, Marries", The New York Times, May 5, 1991
12. ↑  Krebs, Alvin, "Frank Loesser, Composer, Dead," The New York Times, July 29, 1969, p. 1
13. ↑  "Heart & Soul, The Life and Music of Frank Loesser" www.loessermovie.com, accessed 2013-01-11
14. ↑  Review of book "Frank Loesser", Thomas L. Riis, Dec 17, 2007, yalepress.yale.edu, accessed December 5, 2008

## 参考
- Cogdill, John L. (2010). American National Biography
- Maiers, Claire D. (2009). Musicians and Composers of the Twentieth Century